# Skramníky
Skramníky jsou vesnice v okrese Kolín a část obce Klučov. Nachází se asi 3,7 kilometru východně od Klučova. Vesnicí prochází silnice II/334. Skramníky jsou také název katastrálního území o rozloze 3,13 km².

## Historie
První písemná zmínka o vesnici pochází z roku 1037. Ves věnoval kníže Břetislav I. sázavskému klášteru, který zde postavil kostel. Roku 1900 ve vsi stálo třicet domů s 201 obyvateli, čtyřtřídní škola a poplužní dvůr.

## Přírodní poměry
Skramníky leží ve Středolabské tabuli. Podél severního okraje vesnice protéká Jezírkový potok.

## Pamětihodnosti
- Kostel Stětí svatého Jana Křtitele ze 14. století s věží s dřevěným bedněním na severní straně kostela. Z původní stavby zachován presbytář s žebrovou klenbou a portál na jižní straně lodi. Loď ze 16. století má původní kazetový strop s novějšími malbami, kostel a věž upraveny roku 1696 a 1907. Vnitřní zařízení je zčásti barokní, oltářní obraz Stětí svatého Jana Křtitele namaloval Jan Heřman v roce 1885.[6] Cínová křtitelnice z konce 17. století a renesanční figurální náhrobník z roku 1584.
- Barokní patrová fara vedle kostela[7]
- Socha svatého Jana Nepomuckého z roku 1715 od Jana Brokoffa
- Archeologická lokalita předpokládaného skramnického hradiště

## Galerie

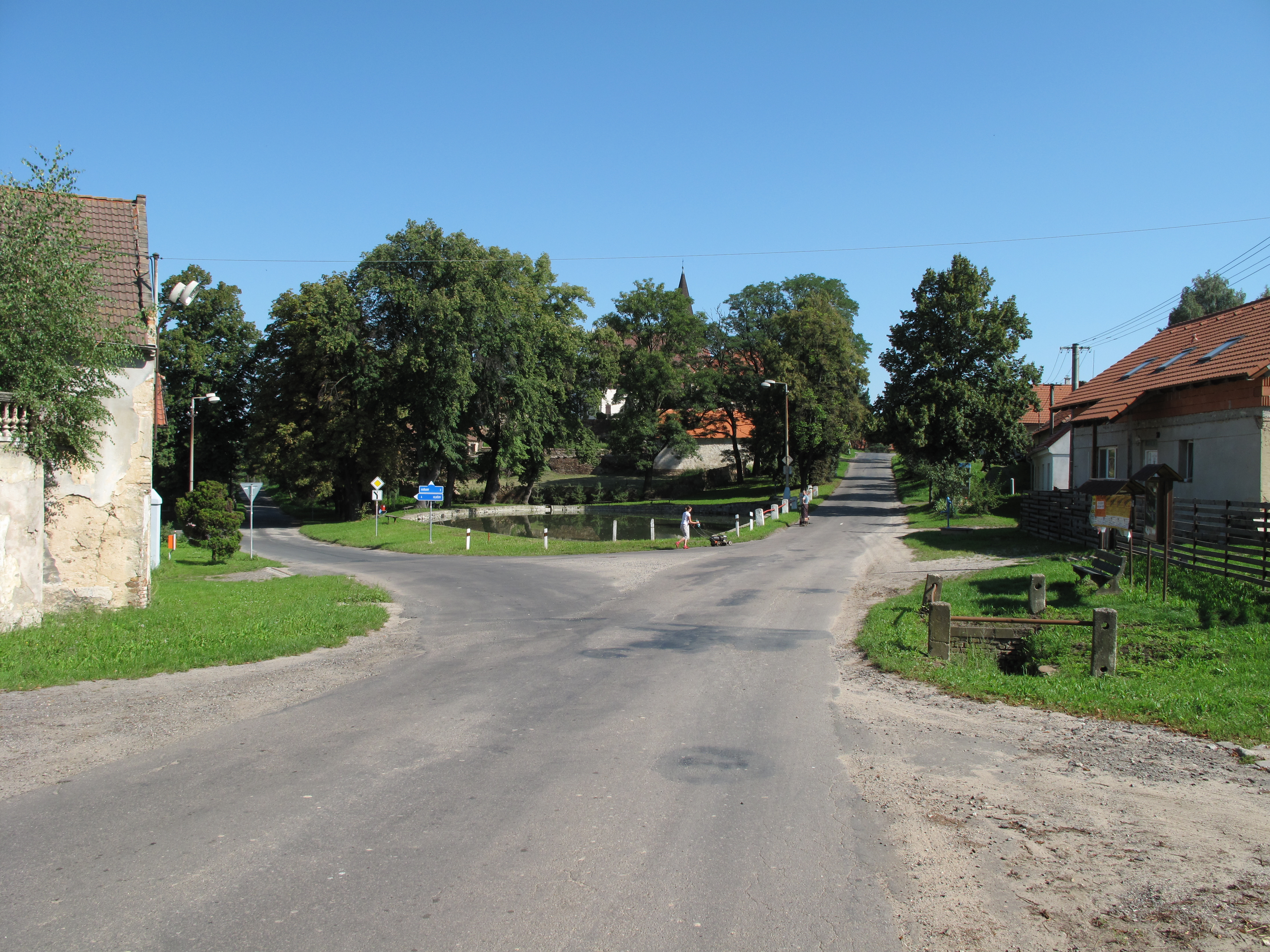
Náves s rybníkem
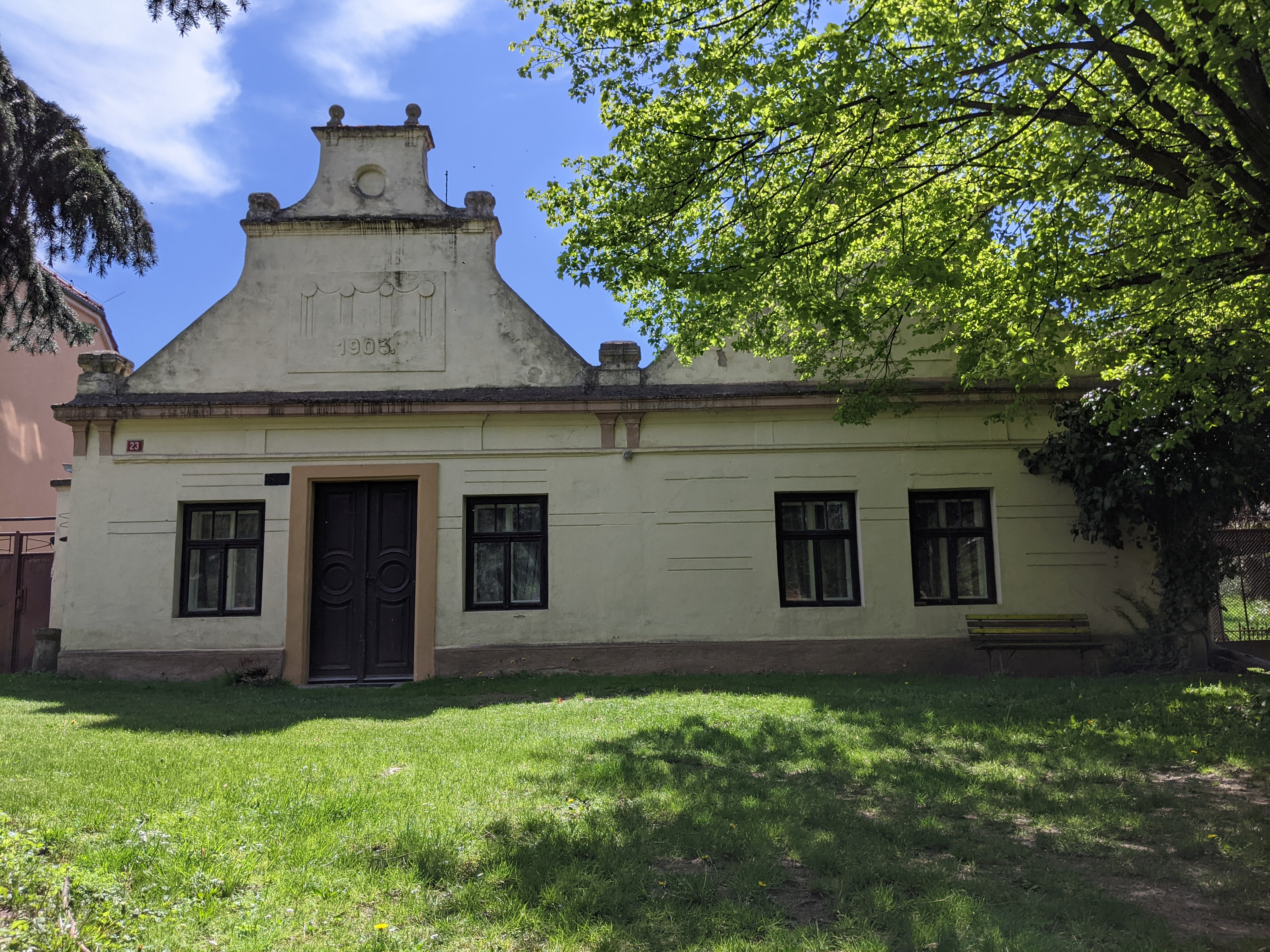
dům čp. 23
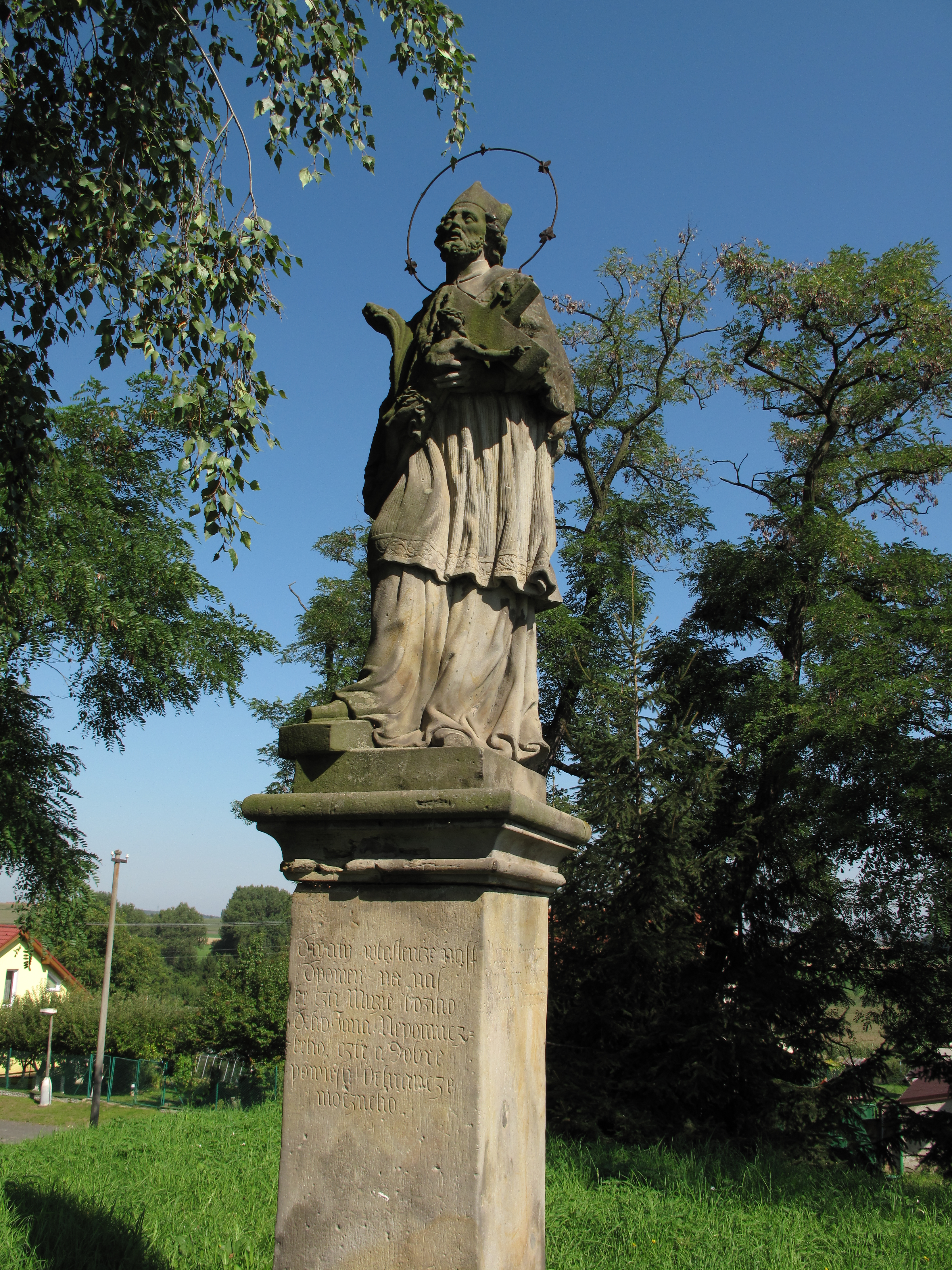
Socha svatého Jan Nepomuckého
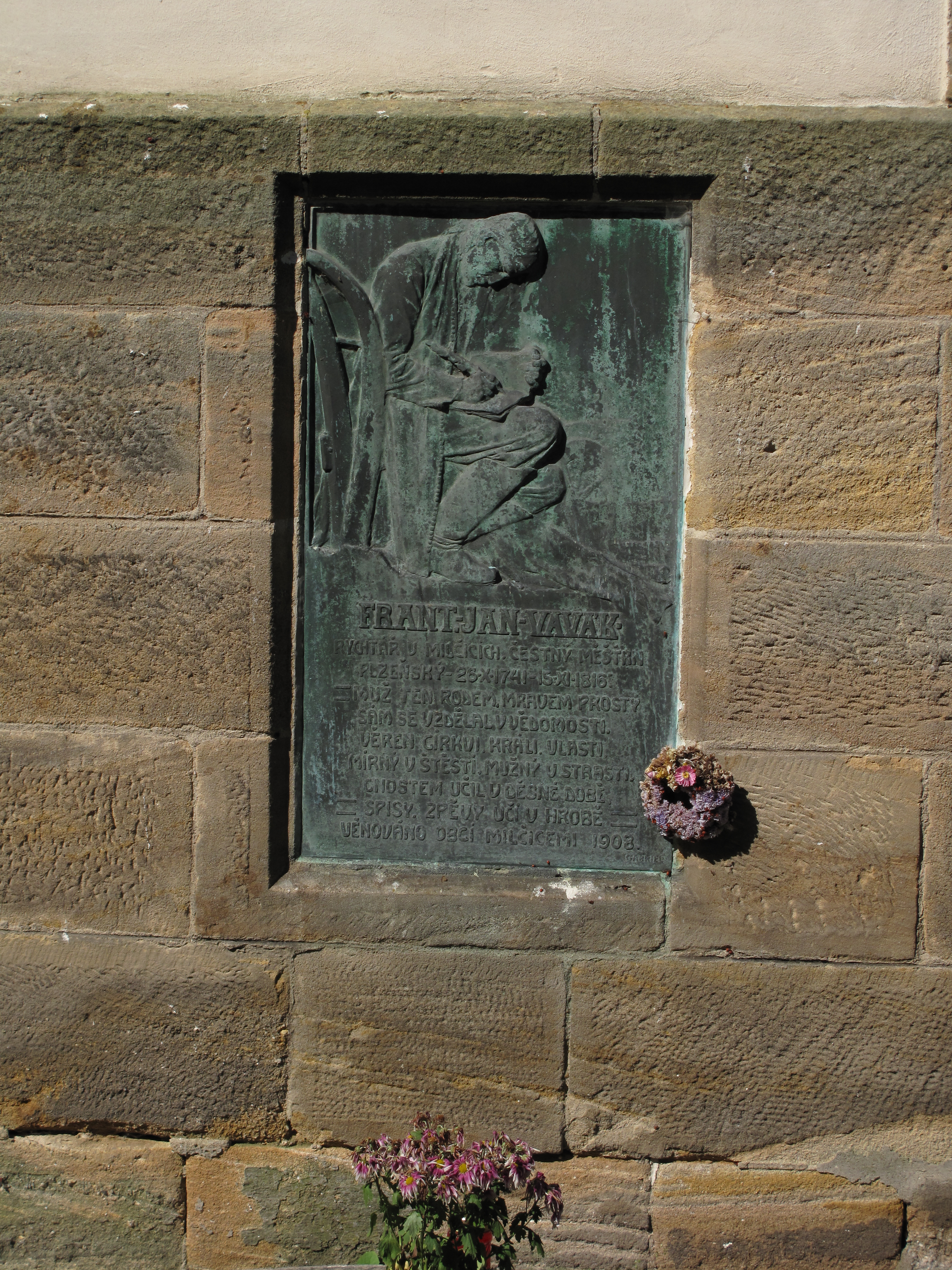
pamětní deska Františka Jana Vaváka